# زیاریان
زیاریان یا آل زیار یک خاندان کوچک گیلی-دیلمی در سرزمین‌های جنوب‌شرقی دریای مازندران بودند. امیران زیاری در قرن چهارم و پنجم هجری امیر گرگان و طبرستان بودند و در برخی ادوار قومس، دیلم و گیلان نیز تحت فرمانروایی آنان بود. دودمان زیاریان در ۳۱۹ هجری قمری بدست مرداویج ایجاد گردید و یکی از حکومت‌های دیالمه شد که در میان‌دوره ایرانی توانستند بر بخش‌هایی از خلافت عباسیان امارت کنند. به مرور از وسعت قلمرو زیاریان کاسته شد و به حکومتی دست‌نشانده بدل شدند. اطلاعات دربارهٔ آخرین امیران زیاری محدود است اما حداکثر تا ۴۸۶ هجری بخشی از سرزمین‌های موروثی خود را حفظ کرده بودند.
تبار زیار، نیای خاندان، از منطقه داخل گیلان بود. مرداویج بنیان‌گذار این سلسله است که پیش از به حکومت دست یافتن، در خدمت لشکر علویان طبرستان و اسفار بن شیرویه بود. هدف مرداویج احیای شاهنشاهی ساسانی و خلع قدرت خلافت عباسی بود. او در حمله به جبال و اصفهان و خوزستان، توانست بخش‌های زیادی از سرزمین‌های اسلامی را فتح کند ولی نهایتاً موفق نشد به اهدافش دست یابد و توسط خدمه‌اش به قتل رسید. پس از مرگ مرداویج، اطرافیان او با برادرش، وشمگیر، بیعت کردند. وشمگیر در همان ابتدای به امارت رسیدن، با لشکرکشی‌های سامانیان و بوییان مواجه شد و این جنگ‌ها در تمام طول حکومتش ادامه یافتند. وشمگیر در نبرد اسحاق‌آباد شکست سختی خورد و نواحی بسیاری از قلمرو او از دست رفت و از آن زمان حکومت زیاریان محدود به گرگان و طبرستان و نواحی پیرامونی آن می‌شد. از آن پس زیاریان، گرچه هنوز رسماً مستقل بودند، اما تابع حکومت‌های همسایه شدند. بیستون روابط نزدیکی با بوییان و خلیفه ایجاد کرد که موجب استقرار آرامش در قلمروش شده و پس از او نیز این الگو، روش غالب در رفتار سیاسی زیاریان شد. قابوس اتحاد با بوییان را شکست و با امیران سامانی متحد شد و نبردهای زیادی میان این دو جبهه درگرفت؛ تا آن که قابوس شکست خورده و به دربار سامانیان پناه برد و تا هجده سال از حکومت دور بود. سرانجام در سال ۳۸۸ هجری قابوس موفق شد سرزمین‌های پیشین خود را بازپس گیرد و یکی از درخشان‌ترین دوره‌های زیاری را رغم بزند. پس از او، امیران زیاری تحت‌الحمایه دربار ترک‌تبار غزنویان شدند. در زمان منوچهر، دودمان زیاری وارد دوران افول خود شده و وابسته به سلاطین ترک‌تباری شد که در خراسان قدرت بیشتری داشتند. بدین ترتیب در این دوره زیاریان از حکومت مستقل تبدیل به قدرتی تحت سلطه، خراجگزار و دست‌نشانده شدند. از دوران حکومت امیران بعدی زیاری، انوشیروان، دارا، کیکاووس و گیلانشاه، اطلاعات کمی در دسترس است. در سال ۴۳۳ هجری، طغرل بیگ حکومت زیاریان بر طبرستان و گرگان را پایان بخشید و در نهایت بقایای این خاندان هم توسط اسماعیلیان الموت منقرض شدند.
زیاریان در ابتدای کار با اتکا به توان نظامی خود، بخش بزرگی از مناطق تحت لوای خلافت عباسی را فتح کردند؛ ولی با درگذشت مؤسس این دودمان، مرداویج، قدرت آن‌ها سریعاً به افول رفت و به یک قلمروی حائل در پیرامون البرز و میان سامانیان و بوییان بدل شدند، که سال‌ها محل نزاع دولت‌های خراسان و جبال بود و امیران زیاری به یکی از این دو سرزمین وابستگی داشتند. تمامی فرمانروایان زیاری برای تأیید شدن حق حکومتشان توسط خلیفه، اعلام اطاعت کردند و به شعائر خلافت تن دادند. آرمان‌خواهی زیاری برای بازسازی ایرانشهر، گسترش زیدیه و مخالفت این دودمان با نظام خلافت، خیلی زود رنگ باخت؛ با این حال امیران زیاری توجه به فرهنگ و ادبیات فارسی و طبری را فراموش نکرده و ادیبان و عالمان بسیاری در دربار آنان پرورش یافتند. پس از آن که غزنویان جایگزین سامانیان در خراسان شدند، امیران زیاری به این خاندان نزدیک شدند؛ ابتدا با ازدواج سیاسی وابسته به سلطنت غزنوی شدند، سپس به عامل دست‌نشاندهٔ آنان تبدیل گردیدند و اینچنین با افول دولت غزنوی، امارت زیاری هم تسلط خود را از دست داد و در دوران پایانی خود تنها در برخی قلعه‌های واقع در البرز مستقر بود. امیران زیاری آثار چندی به زبان طبری، عربی و فارسی تألیف کردند که معروف‌ترین آنها قابوس‌نامه اثر عنصرالمعالی کیکاووس است.

## منبع‌شناسی
میترا مهرآبادی منابع اولیه زیاریان را در سه بخش منابع عینی، تاریخ‌های محلی و منابع عمومی تقسیم کرده‌است:

### مرداویج

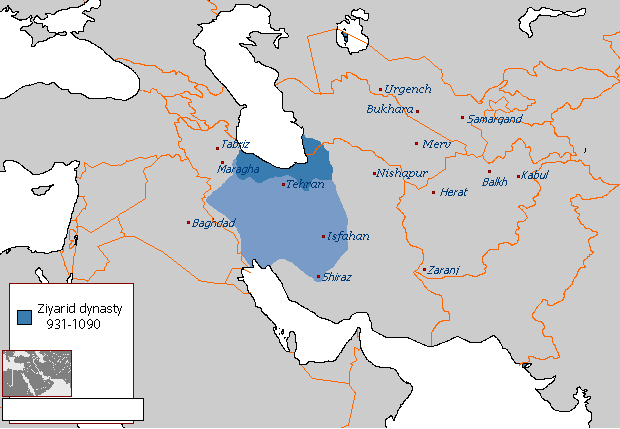
گرچه تا هنگام مرگ مرداویج قلمرو زیاریان وسعت بسیاری یافته بود (آبی‌ها)، ولی جانشینان او سرزمینی محدود به حومهٔ البرز را در اختیار داشتند و قلمرو زیاری هیچگاه به عظمت ابتدایی خود بازنگشت. (فقط آبی پررنگ)

### وشمگیر

در زمان وشمگیر، زیاریان به حومهٔ البرز محدود شدند و سامانیان از این قلمرو به عنوان کشور حائل و سپر دفاعی، میان خود و آل بویه استفاده می‌کردند.

### قابوس

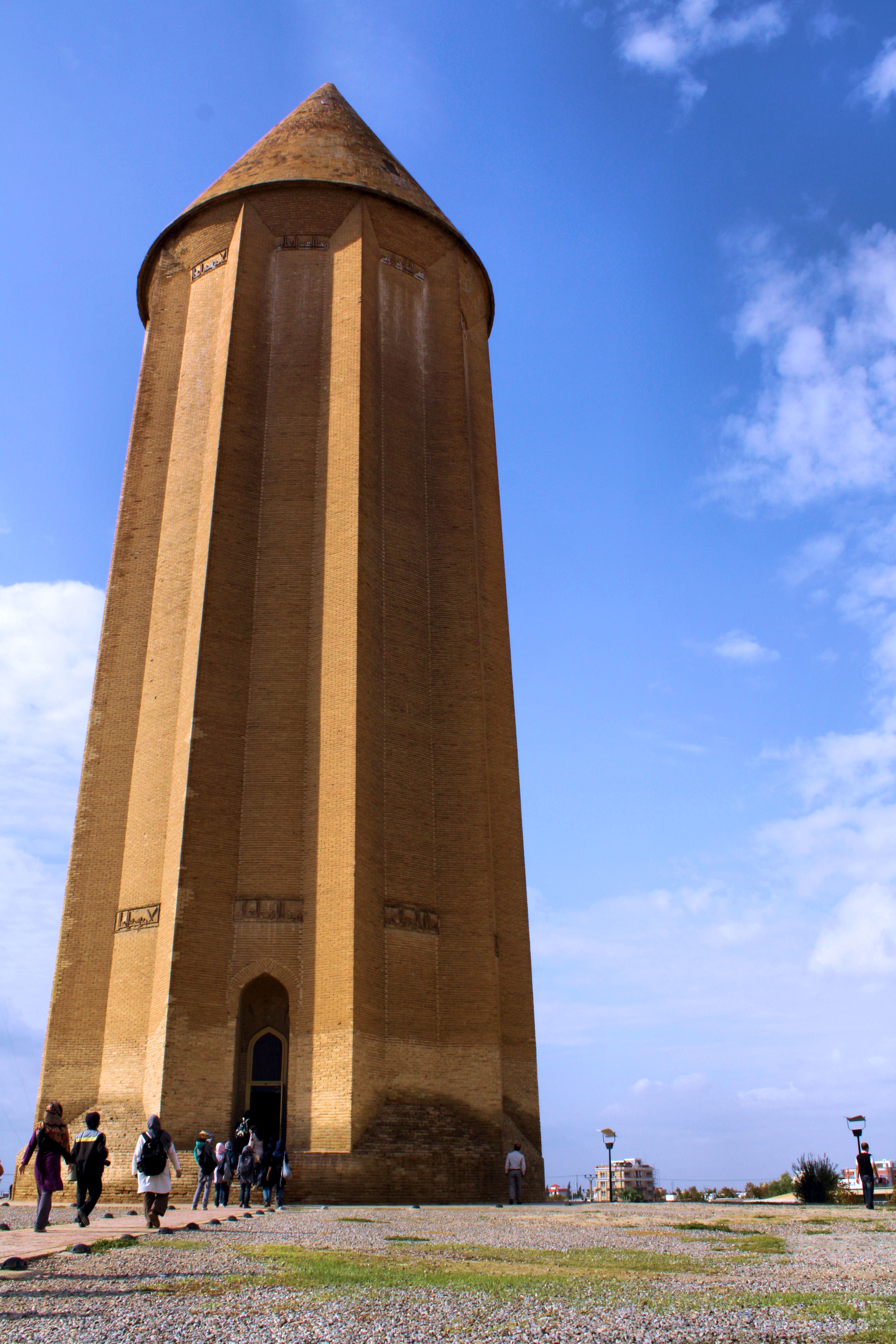
برج گنبد قابوس مقبرهٔ قابوس بن وشمگیر، چهارمین امیر آل زیار، است که پیش از مرگ برای خود بنا کرده بود. این بنا امروزه در گنبد کاووس، استان گلستان قرار دارد و از میراث جهانی یونسکو است.